# Lista över ordförande i Landskrona BoIS
Detta är en lista över ordförande i Landskrona BoIS. Sedan 2021 är Anders Ekbladh ordförande för Landskrona BoIS. Han tog över ordförandeskapet från Urban Jansson, som var ordförande mellan 2018 och 2020.
Claes Munck af Rosenschöld, var ordförande för Landskrona BoIS mellan 1964 och 1980. Mellan 2014 och 2018 var hans son, Gabriel Munck af Rosenschöld, ordförande i klubben. 
| Namn                         | Från | Till |
| Bror Nilsson                 | 1915 | 1935 |
| Thure Nilsson                | 1936 |      |
| Bror Nilsson                 | 1937 | 1947 |
| Harry Wibratt                | 1948 | 1963 |
| Claes Munck af Rosenschöld   | 1964 | 1980 |
| Rolf Johansson               | 1981 | 1982 |
| Göran Olsson                 | 1983 | 1984 |
| Stefan Nilsson               | 1985 | 1986 |
| Krister Clerselius           | 1987 | 1988 |
| Björn Lind                   | 1989 | 1990 |
| Kent Nilsson                 | 1991 | 1994 |
| Allan Karlsson               | 1994 | 1995 |
| Kenneth Håkansson            | 1996 | 2014 |
| Gabriel Munck af Rosenschöld | 2014 | 2017 |
| Urban Jansson                | 2018 | 2020 |
| Anders Ekbladh               | 2021 | nu   |